# Etienne András
Etienne András (1751 körül – Kolozsvár, 1797. április 20.) luxemburgi származású orvos, tanár 

## Élete
Etienne Andrást 1787-ben vették fel a nagyszebeni Szt.-András szabadkőműves páholyba. 1790-ben szerzett magyar állampolgárságot, ennek fejében 100 aranyat kellett fizetnie a magyar nyelv művelésére felállítandó társaság javára. A néhány évvel később megalakult Erdélyi Magyar Nyelvmívelő Társaságban számos páholytestvérével együtt aktív szerepet játszott.  Zalatnán tevékenykedett orvosként. A kolozsvári királyi lyceumban a kémia, ásványtan, patológia, fiziológia és az orvostan tanára volt. Az intézményen belül kohászati szakemberek képzésére 1793-ben Kolozsváron beindították az úgynevezett kémiai-metallurgiai iskolát, melynek tervezetét Etienne András és Müller Ferenc József dolgozták ki. Az iskola első kémiatanára Etienne lett, aki – szemben a korban elterjedt flogisztonelmélettel – Lavoisier modern tanainak híve volt.

## Művei
- Elementa chimiae metallurgicae juxta novum Lavoisierae systema concinnata et propriis confirmata. Claudiopoli, 1794. Két kötet.
- A' franczos navajának leg könnyebb és a' parasztokra nézve leg alkalmatosabb és leg óltsob orvoslása modgya. (Név és hely nélkül), 1793.